# Styl (Einheit)
Das Styl, auch in der Schreibweise Stil, war eine Masseneinheit (Gewichtsmaß) in Tiflis. Die verschiedenen Styl richteten sich nach der Ware.
- Tilani-Styl: 1 Styl = etwa 256 Gramm (= 255,945 Gramm[1]) = 60 Solotnik (Mehl, Reis, Früchte, Sirup, Lebensmittel, Baumwolle)
  - 54 Tilani Styl = 1 Batman = 33,75 Pfund (russ.) = 13,821 Kilogramm[1]

- Misani-Styl: 1 Styl = 235,36 Gramm = 55 Solotnik (Seide)
  - 50 Misani-Styl = 1 Batman = 28,736 Pfund (russ.) = 11,768 Kilogramm[1]
  - abweichend (Bevölkerung): 48 Misani-Styl = 1 Batman = 27,587 Pfund (russ.) = 11,297 Kilogramm[1]

- Otar-Styl: 1 Styl = 163,25 Gramm = 38 Solotnik (Zucker, Kaffee, Tee, Gewürze, Blei, Edelmetalle)